# Tibetská fotbalová reprezentace
Tibetská fotbalová reprezentace reprezentuje Tibet, území ovládané Čínou. Není členem FIFA ani AFC, proto se nemůže účastnit mistrovství světa. Většina hráčů žije mimo Tibet. Tibetská fotbalová asociace, TNFA, se snaží získat mezinárodní uznání.
Tibet byl členem NF-Board, aktuálně je členem CONIFA. V roce 2018 se zúčastnil mistrovství světa CONIFA.

## Dějiny
Svůj první novodobý mezinárodní zápas Tibet odehrál 30. června 2001 proti Grónsku (prohra 1:4), a to i přes nesouhlas Číny.
V roce 2006 se Tibet zúčastnil FIFI Wild Cupu, kde prohrál 0:7 s FC St. Pauli a 0:5 s Gibraltarem. Ve stejném roce se Tibet zúčastnil ELF Cupu, kde prohrál 0:3 s Tádžikistánem, 0:1 s reprezentací krymských Tatarů a 0:10 se Severním Kyprem.
V roce 2013 se Tibet zúčastnil turnaje ve francouzském Marseille, kde obsadil 5. místo.
V roce 2018 se zúčastnil mistrovství světa CONIFA, kde skončil 12.
V roce 2023 se zúčastnil Asijského poháru CONIFA, kde prohrál 4:5 s Hmongy a 1:3 s Tamilským Ílamem.